# Парламентские выборы в Лихтенштейне (1932)
Парламентские выборы в Лихтенштейне проходили 6 марта 1932 года. В результате правящая Прогрессивная гражданская партия одержала победу, получив 13 из 15 мест Ландтага. Выборы стали последними для Христианско-социальной народной партии перед её объединением в 1936 году с партией Лихтенштейнское отечество и образованием партии Патриотический союз.

## Результаты
| Партия                              | Партия                                 | Голосов | %    | Мест | +/– |
| ----------------------------------- | -------------------------------------- | ------- | ---- | ---- | --- |
|                                     | Прогрессивная гражданская партия       |         |      | 13   | –2  |
|                                     | Христианско-социальная народная партия |         |      | 2    | +2  |
| Всего                               | Всего                                  | 2 173   | 100  | 15   | 0   |
| Зарегистрированных избирателей/Явка | Зарегистрированных избирателей/Явка    | 2 347   | 92,6 | –    | –   |
| Источник: Nohlen & Stöver           |                                        |         |      |      |     |